# ويس كونينغهام
ويس كونينغهام هو لاعب هوكي الجليد كندي، ولد في 9 مارس 1987 في درسدن (أونتاريو) في كندا.

## وصلات خارجية
- ويس كونينغهام على موقع دوري الهوكي الوطني (الإنجليزية)
- ويس كونينغهام على موقع EliteProspects.com (الإنجليزية)
- ويس كونينغهام على موقع HockeyDB.com (الإنجليزية)